# ژانگ کونگ
ژانگ کونگ (انگلیسی: Zhang Cong؛ زادهٔ ۳ مهٔ ۱۹۹۰)  بازیکن زن واترپلو اهل چین است.